# Летризам
Летризам или летеризам је француски авангардни покрет у уметности. Основан је у Паризу половином 1940-их од стране румунског имигранта Исидора Исоуа.  У групи радова, Исоу и Летри су своје теорије применили на све области уметности и културе, а нарочито у поезији, филму, сликарству и политичкој теорији. Покрет има своје теоријске корене у дадаизму и надреализму. На њега је извршио велики утицај његов сународник Тристан Тзар, као једдан од твораца покрета Дада. Међу надреалистима, Андре Бретон је је извршио значајан утицај, али је Исоу био незадовољан оним што је видео као стагнацију и теоретски промашај покрета који је трајао током 40-их. 
Покрет је назван по француској речи летре - писмо, зато што су њихова рана дела била усредсређена на слова и друге визуелне или говорне симболе. Летерастии сами преферирају назив "Летеризам" као енглески термин, и то је облик који се користи у срединама енглеског говорног подручја. Термин, који је као првобитно име дат групи, задржао се, чак и пошто су се многи од њих одустали од било какве везе са словима и речима. Поред тога, у употреби су и друга имена, било за групу као целину или за њене активности у одређеним доменима, као што су "Изоуски покрет", "млади устанак", "хиперграфика", "креатори", "бескрајна уметност", екскордизам.